# TV Makes the Superstar
«TV Makes the Superstar» (la TV hace a una súper-estrella) es el único sencillo del duodécimo álbum de Modern Talking Universe.

## Sencillo
CD-Maxi Hansa 82876 50814 2 (BMG) / EAN 0828765081429	03.03.2003
1. 	TV Makes The Superstar (Radio Edit)		3:44
2. 	TV Makes The Superstar (Extended)		5:05
3. 	TV Makes The Superstar (Instrumental)		3:44
4. 	Blackbird		3:17

## Créditos
Voz: Thomas Anders
Coros: Christoph Leisbendorff y William King
Letra y música: Dieter Bohlen
Teclados: Thorsten Brötzmann, Jeo y Michael Knauer
Guitarras: Peter Weihe
Mezcla: Jeo @Jeopark

## Charts
| Chart (1985) | Peak position |
| ------------ | ------------- |
| Alemania     | 2             |
| Austria      | 15            |
| Estonia      | 32            |
| Hungría      | 4             |
| Letonia      | 20            |
| Lituania     | 25            |
| Moldavia     | 9             |
| Rumania      | 67            |
| Rusia        | 4             |

- Datos: Q685672